# Le Cocu magnifique (film, 1947)
Le Cocu magnifique est un film belge réalisé par Émile-Georges De Meyst, sorti en 1947.

## Synopsis
Bruno, poète et écrivain public, vit heureux dans un village de Flandre. Il adore sa femme Stella dont il chante la beauté à tout venant et, en particulier, au cousin Petrus. Celui-ci s'émeut à écouter Bruno, et Bruno s'en aperçoit. La jalousie s'empare de lui et, affreusement, le doute le ronge. Il oblige Stella à s'offrir aux hommes du village et Stella a beau avouer, Bruno ne veut pas la croire, se persuadant qu'elle veut l'apaiser. Finalement Stella s'enfuit avec un bouvier et Bruno reste seul avec Estrugo, son oncle, son malfaisant génie,,.

## Fiche technique
- Titre original : Le Cocu magnifique
- Titres 
  - Titre anglais : The Magnificent Cuckold
  - Titre brésilien : O Magnífico
  - Titre suédois : Bedrag mig, älskling!
- Réalisation : Émile-Georges De Meyst
- Scénario : Fernand Crommelynck
- Musique : Robert Pottier
- Directeur de la photographie : Maurice Delattre, François Rents
- Montage : Jef Bruyninckx, Raymond Louveau
- Décor : René Salme
- Ingénieur du son : Gustave J. Evrard
- Production : Belnapro
- Producteur : Georges Kritchevsky
- Assistant réalisateur : Georges Lust
- Pays d'origine :  Belgique
- Lieu de tournage : Alost
- Durée : 88 minutes
- Format : Noir et blanc  - 1,37:1 - Mono
- Dates de sortie :  
  -  France : 19 avril 1947
  -  Suède : 8 mars 1948

## Distribution
- Jean-Louis Barrault : Bruno
- Maria Mauban : Stella
- Viviane Chantel : Cornélie
- Lucien Charbonnier : Julien
- Berthe Charmal : Mémé
- Hubert Daix : le bourgmestre
- André Daufel : Christophe
- Marcel Josz : Estrugo
- Paul Fabo : Bamba
- Werner Degan : Petrus
- Fernande Claude : Azélie
- Jos Gevers : Saturnin
- Sylviane Rambaux : Florence
- Jules Ghaye : Ludovic